# Alexis Claude Clairaut
Alexis Claude Clairaut, né le 13 mai 1713 à Paris où il est mort le 17 mai 1765, est un mathématicien français.

## Biographie
Il est le second d’une fratrie de 21 enfants. Son père, Jean-Baptiste Clairaut (1680-1766), enseignait les mathématiques. Il est instruit par lui en cette matière, apprenant à lire dans les Éléments d'Euclide. Il se montre d’une précocité telle qu’à l’âge de douze ans, il écrit un mémoire sur quatre courbes géométriques. À treize ans, il lit devant l’Académie des sciences un compte rendu des propriétés de quatre courbes qu’il avait découvertes. À seize ans seulement, il finit un traité intitulé « Recherches sur les courbes à double courbure » qui, lors de sa publication en 1731, entraîne son admission à l’Académie des sciences alors qu’il n’avait pas l’âge légal.

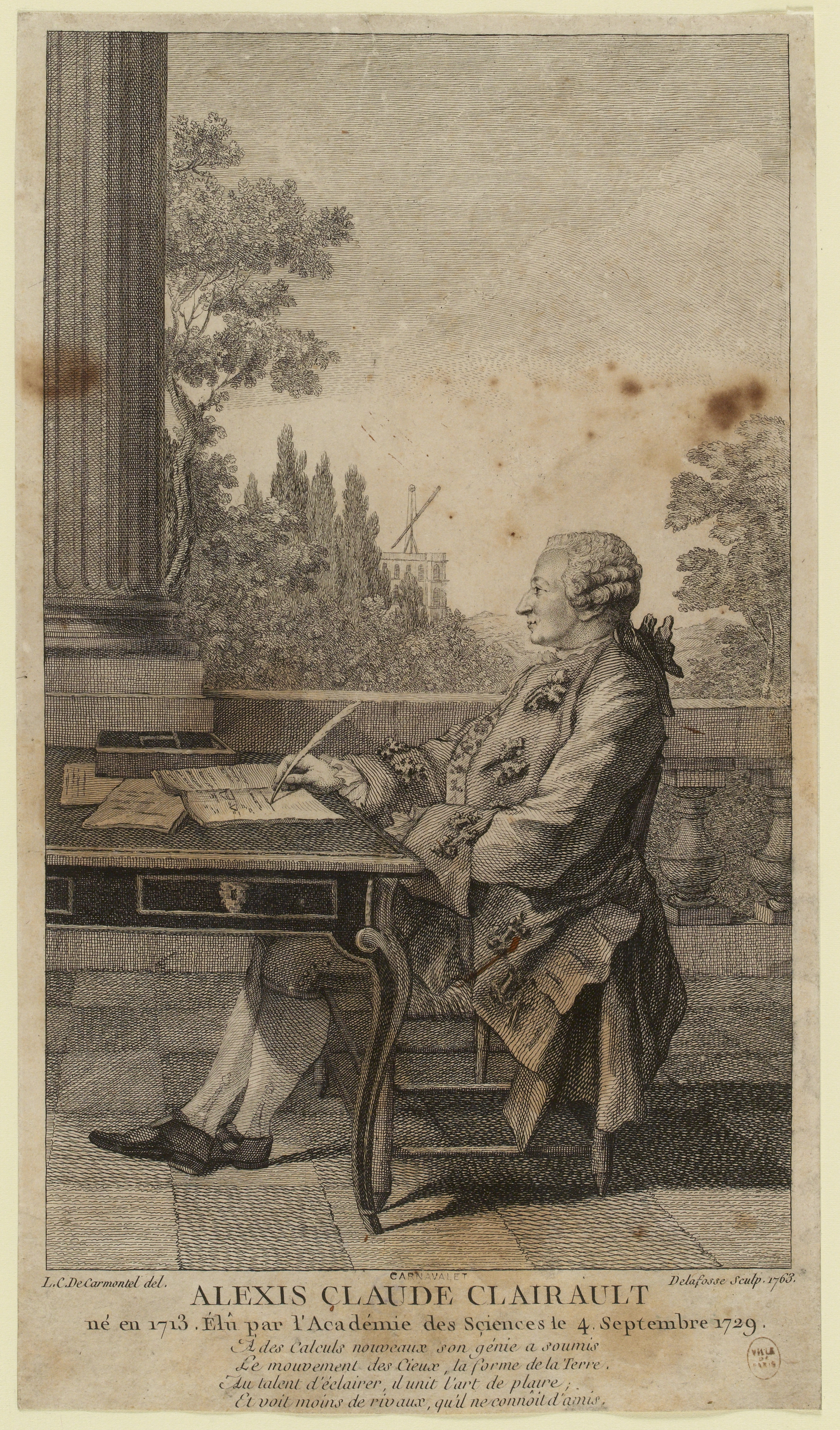
Gravure célébrant son entrée à l'Académie des sciences, en 1729

En 1731, il obtient une démonstration du fait remarquable dû à Newton (qui l'avait seulement affirmé sans démonstration) que toutes les courbes du troisième ordre sont des projections de cinq « paraboles divergentes » particulières. Il devient membre de la Royal Society le 27 octobre 1737.
En 1736, avec Pierre Louis Moreau de Maupertuis, il participe à l’expédition en Laponie dont l’objet est d’estimer la longueur d’un degré d'arc de méridien.
À son retour, il publie un traité Théorie de la figure de la terre (1743), où il démontre le théorème, connu sous le nom de « théorème de Clairaut », qui relie l’aplatissement géométrique f à la surface d’un ellipsoïde en rotation à une quantité cinétique (le facteur de forme géodynamique J2) et à une quantité dynamique q, représentant le rapport de la force centrifuge à la pesanteur à l’équateur.

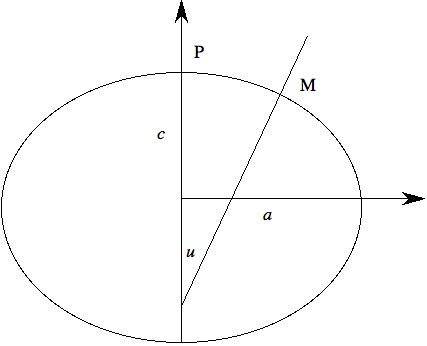
Sphéroïde de Clairaut.

Ce travail est fondé sur un article de Colin Maclaurin, qui avait démontré qu’une masse homogène de fluide en rotation régulière autour d’une ligne passant par son centre de gravité, sous l’attraction mutuelle de ses particules, prenait la forme d’un sphéroïde. Ce travail de Clairaut traite des sphéroïdes hétérogènes et contient la preuve de sa formule pour l’effet d’accélération de la pesanteur en un point de l’endroit de latitude l.
Il obtient une solution approchée ingénieuse au problème des trois corps. Impressionné par la puissance de la géométrie dans les écrits de Newton et de Maclaurin, l’analyse est abandonnée par Clairaut, et son travail suivant, une Théorie de la lune (1752), est strictement de nature newtonienne. Il contient l’explication du mouvement de l’apside qui avait précédemment embarrassé les astronomes, et que Clairaut avait d’abord considéré comme si inexplicable qu’il était sur le point de publier une nouvelle hypothèse sur la loi de l’attraction. Il a alors l’idée de faire une approximation au troisième ordre, qui lui permet de constater que le résultat était conforme aux observations. Celui-ci est suivi en 1754 de quelques tables lunaires et, en 1759, il calcule le périhélie de la comète de Halley. Il trouve également les solutions singulières de certaines équations du premier ordre et d’ordres plus élevés.
Clairaut publie sa Théorie des comètes (Paris, 1760), mais en oubliant de mentionner le nom de Nicole-Reine Lepaute dans la liste des calculateurs, oubli motivé par la jalousie de son amie du moment, Mademoiselle Goulier, qu’il ne souhaitait pas froisser en vantant les mérites d’une autre.

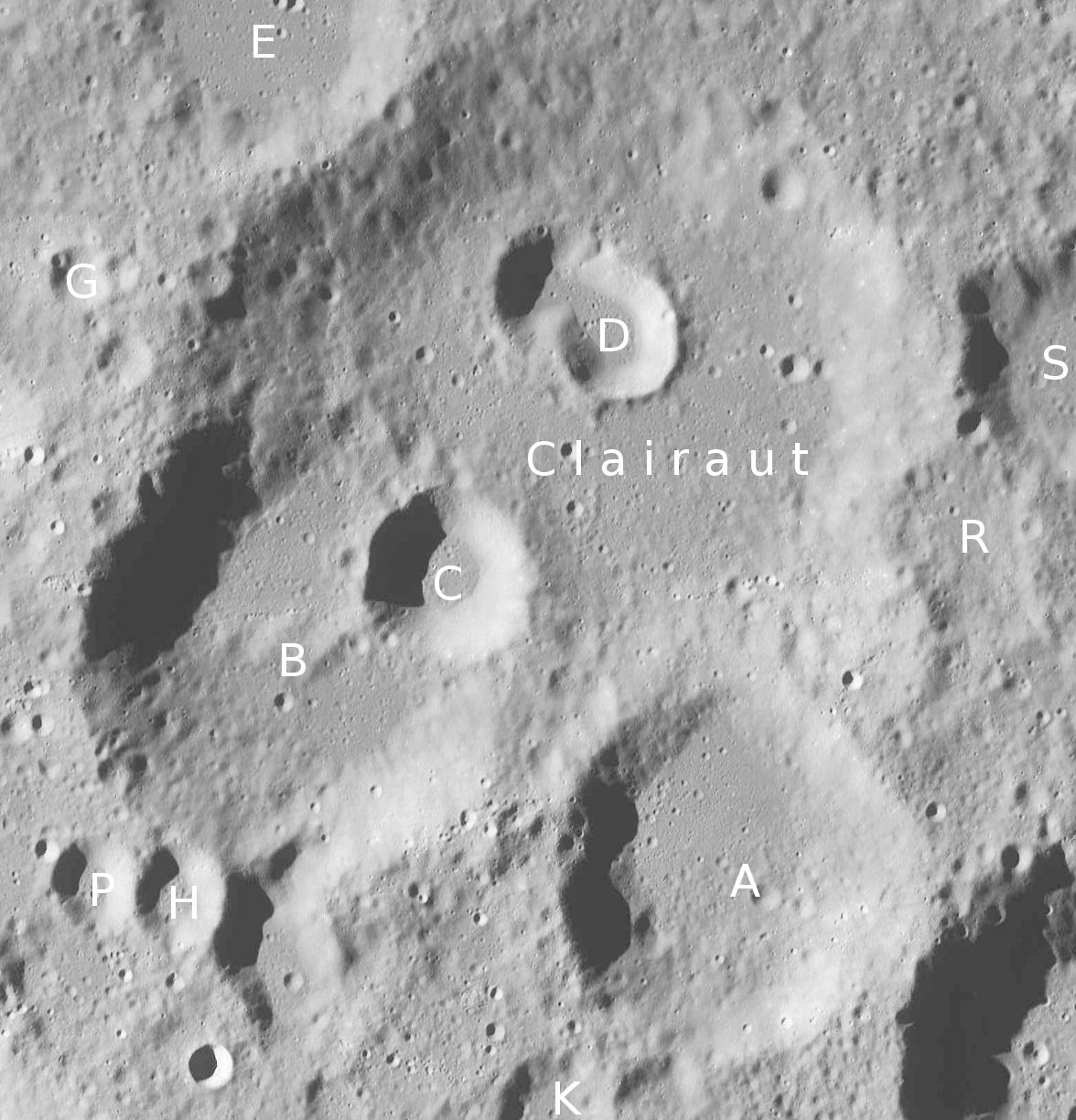
Cratère lunaire Clairaut.

L’astéroïde (9592) Clairaut et le cratère lunaire Clairaut ont été baptisés en son honneur, de même que la rue Clairaut à Paris en 1869.

### Sources et bibliographie
- Jean-Paul Grandjean de Fouchy, Éloge de M. Clairaut, dans Histoire de l'Académie royale des sciences - Année 1765, Imprimerie royale, Paris, 1768, p. 144-159 (lire en ligne)
- Chronologie de la Vie d'Alexis Clairaut ; Olivier Courcelle, webmestre : www.clairaut.com  - Abondante bibliographie.
- Guy Boistel, 1995, "Alexis-Claude Clairaut (1713-1765). Histoire des controverses autour d'une œuvre scientifique : le problème des trois corps et la Théorie du mouvement des comètes (1760)", mémoire de D.E.A. histoire des sciences et des techniques, Centre FRançois Viète, Université de Nantes. PDF ici
- Guy Boistel, 2001, "L'astronomie nautique au XVIIIe siècle en France : tables de la Lune et longitudes en mer", thèse de doctorat en histoire des sciences et des techniques de l'Université de Nantes, 1000 pp., 3 vols, 4 parties. La partie IV est une étude sur les tables de la Lune de Clairaut développées en partie pour des besoins nautiques et intégrées partiellement dans la Connaissance des temps par Jérôme Lalande. Thèse éditée en 2003, en 2 vols. par l'A.N.R.T.
- Guy Boistel, 2006, « Au-delà du problème des trois corps : Alexis Clairaut et ses tables de la Lune à vocation nautique (1751-1765) », Cahiers d'histoire et de philosophie des sciences, Hors-Série (2006), 20-29
- Guy Boistel, « La Lune au secours des marins : la déconvenue d’Alexis Clairaut », Les Génies de la Science, novembre 2005 - février 2006, p. 28-33. Lien
- Élisabeth Badinter "Les passions intellectuelles" Tome I Désirs de Gloire (1735-1751). Dans cet ouvrage, l'auteur propose un portrait très complet de l'académie des sciences à l'époque de Clairaut et des rapports de celui-ci avec ses collègues scientifiques (Le Livre de poche, 1999  (ISBN 978-2-253-08467-9)).
- Catherine Bousquet, Maupertuis, corsaire de la pensée, Éditions du Seuil, 2013  (ISBN 978-2-02-107639-4) — Centré sur Maupertuis, le livre apporte beaucoup de précisions sur l'expédition en Laponie et fait revivre l'amitié entre Maupertuis et Clairaut.